# Vera Alentova
Vera Valentinovna Alentova (en russe : Вера Валентиновна Алентова), née à Kotlas (oblast d'Arkhangelsk, en Russie) le 21 février 1942 , est une actrice russe et soviétique, connue pour son rôle de premier plan dans Moscou ne croit pas aux larmes de Vladimir Menchov.

## Biographie
Vera Alentova est née dans la famille d'acteurs Valentin Bykov (1917-1946) et Irina Alentova (1917-1988). Son père meurt alors qu'elle n'a que quatre ans. Sa mère l’emmène vivre en RSS d'Ukraine.
Vera Alentova arrive à Moscou en 1961. Elle étudie l'art dramatique au théâtre d'art de Moscou dans la classe de Vassili Markov. Diplômée en 1965, elle intègre la troupe du Théâtre Pouchkine de Moscou. La même année elle débute au cinéma, dans le film Jours des vols d'Igor Vetrov. Depuis 2009, avec son époux Vladimir Menchov, elle dirige une classe de maître à l'Institut national de la cinématographie (VGIK ). En 2011, ils jouent ensemble dans la pièce Amour. Lettres (Любовь. Письма) dans la mise en scène de leur fille, Yuliya Menshova, au Théâtre Pouchkine.

### Vie privée
Vera Alentova est mariée avec le réalisateur et acteur Vladimir Menchov avec lequel elle a une fille, Yuliya Menshova (en), elle aussi actrice.

## Filmographie partielle

### Au cinéma
- 1970 : Sur la dialectique de la perception de l’art ou Rêves perdus (К вопросу о диалектике восприятия искусства, или Утрач) de Vladimir Menchov
- 1979 : Moscou ne croit pas aux larmes (Москва слезам не верит) de Vladimir Menchov
- 1982 : Le Temps de la réflexion (Время для размышлений)
- 1984 : Le Temps des désirs (Время желаний) de Youli Raizman
- 1987 : Demain c'était la guerre (Завтра была война) de Iouri Kara : Valendra
- 1995 : Shirly-Myrli (Ширли-мырли) de Vladimir Menchov
- 2000 : La Jalousie des dieux (Зависть богов) de Vladimir Menchov : Sonya
- 2014 : S 8 marta, muzhchiny! d'Artyom Aksyonenko : Galina Semenovna

### À la télévision
- 2001 : Mamouka (Мамука) de Evgueni Guinzbourg
- 2003 : Les femmes de trente ans, ou tous les hommes sont des sal... (Бальзаковский возраст, или Все мужики сво...) de Dmitri Fiks
- 2004 : Les femmes de trente ans, ou tous les hommes sont des sal... 2 (Бальзаковский возраст, или Все мужики сво... 2) de Dmitri Fiks
- 2008 : Le Don de Dieu (Дар Божий) de Oleg Chtrom
- 2008 : La Grande Valse (Большой вальс) de Vladimir Menchov (pas achevé)

## Prix et distinctions
- 1981 : prix d'État de l'URSS pour Moscou ne croit pas aux larmes
- 1982 : artiste émérite de la république socialiste fédérative soviétique de Russie
- 1992 : artiste du peuple de la fédération de Russie
- 2001 : ordre de l'Amitié[4]
- 2007 : ordre de l'Honneur[5]
- 2008 : prix TEFI
- 2012 : ordre du Mérite pour la Patrie[6]